# Meganthias filiferus
Meganthias filiferus är en fiskart som beskrevs av Randall och Phillip C. Heemstra 2008. Meganthias filiferus ingår i släktet Meganthias och familjen havsabborrfiskar. Inga underarter finns listade i Catalogue of Life.